# F(x) The 1st Asia Tour
f(x) The 1st Asia Tour'是韓國女子組合f(x)第一次個人巡迴演唱會。

## 概述
SM娛樂在2015年10月宣布舉辦這次演唱會。演唱會演出了f(x)的出道單曲（《LA chA TA》）、一張單曲（《Chu~♡》）、兩張迷你專輯（《Nu ABO》、《Electric Shock》）及五張專輯（《Pinocchio》、《Hot Summer》、《Pink Tape》、《Red Light》、《4 Walls》）的大部分曲目。以首爾為首站拉開序幕。

## 巡迴時間表
| 日期             | 城市   | 國家 | 演出場地                       | 表演嘉賓 |
| 2016年1月30-31日 | 首爾站 | 韓國 | 韓國首爾奧林匹克公園奧林匹克廳 |          |